# 臺中市文化資產處
臺中市文化資產處（簡稱台中文資處）是臺中市政府文化局所屬二級機關，位於臺中市西區臺中州廳暨附屬建築群區，是臺中市歷史文化資產保護的專責機關。

## 歷史

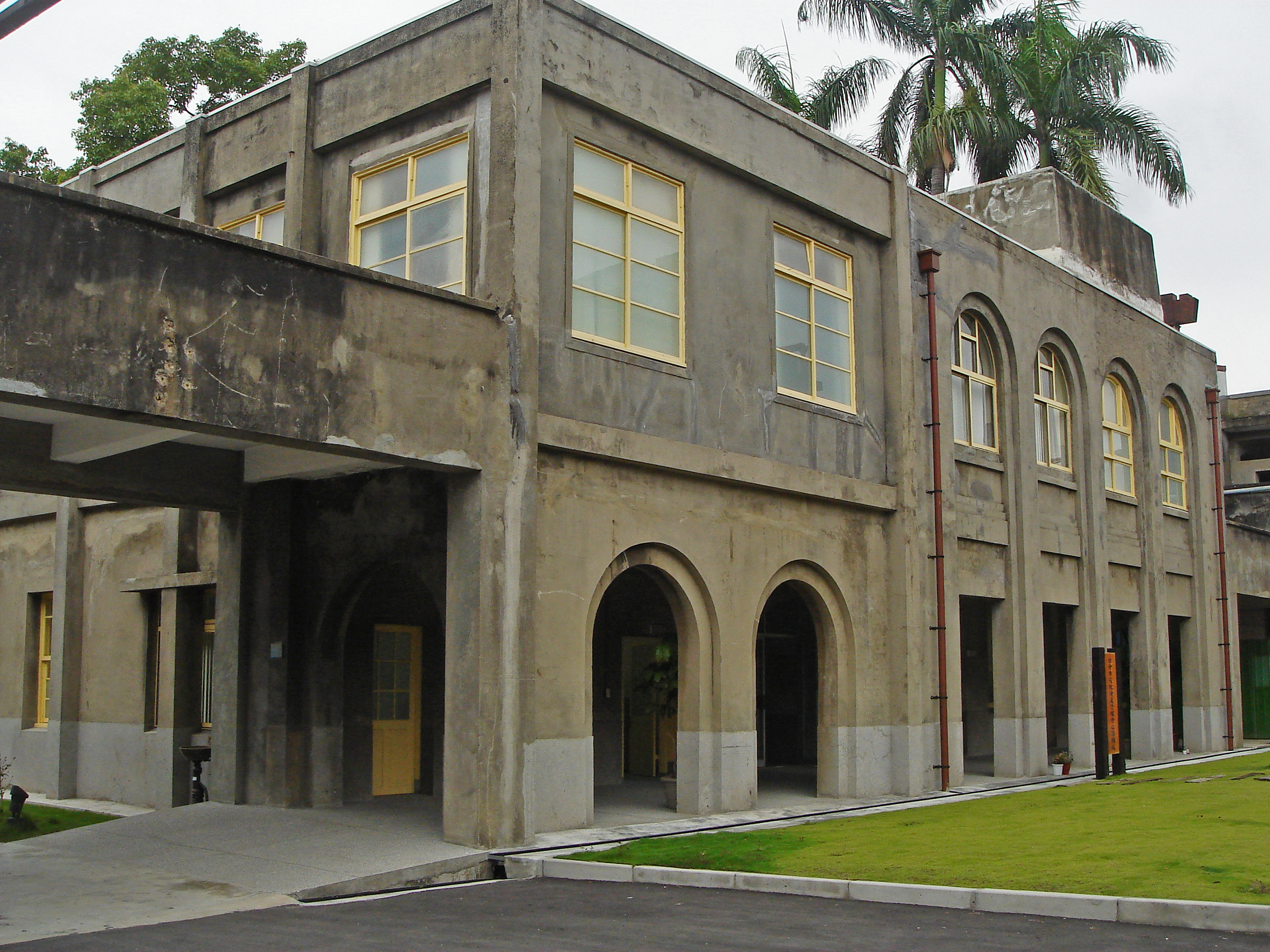
台中文資處最初設址在南區文化部文化資產園區R10建物內

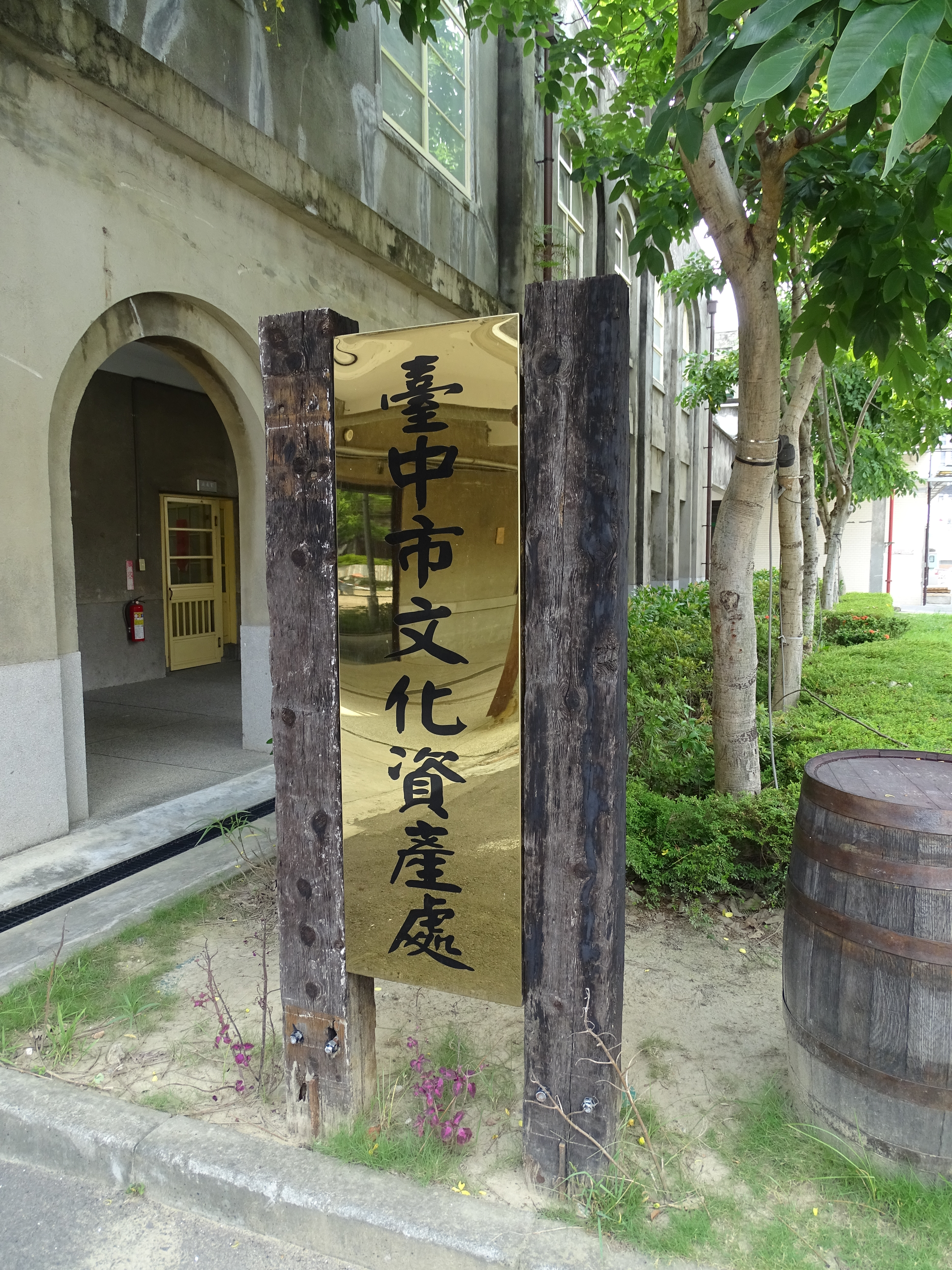
臺中市文化資產處銘板

1982年立法院制定《文化資產保存法》，依據第三條規定，保存項目包括古蹟、歷史建築、聚落、遺址、古物、文化景觀、傳統藝術、民俗及有關文物及自然地景等；其中除了自然地景屬於行政院農業委員會管轄外，其餘皆屬文化體系之管理範疇。2005年《文化資產保存法》大幅修法，將遺址、古物、文化景觀、傳統藝術、民俗及有關文物等列為保存項目，性質分為有形、無形。 
- 2005年《文化資產保存法》大幅修改後，行政院文化建設委員會文化資產總管理處籌備處依據《文化資產保存法》、《地方制度法》、《地方行政機關組織準則》、各縣市《組織自治條例》等相關規定，發布《縣市文化資產專責機構籌設計畫》，積極鼓勵各縣市政府成立專責文資機構。
- 2010年2月4日，臺中市政府率先響應行政院文化建設委員會（今中華民國文化部），於台中文化創意產業園區（今文化部文化資產園區）成立「臺中市文化資產管理中心籌備處」。12月25日臺中縣市合併升格為直轄市，臺中市文化局改制為臺中市政府文化局，「臺中市文化資產管理中心」也正式成立。
- 2014年2月7日，臺中市文化資產管理中心改組為「臺中市文化資產處」[1]。
- 2020年8月18日，國定古蹟臺中州廳與相關歷史建築臺中州廳附屬建築群、大屯郡役所正式展開修復工程，臺中市政府宣布園區完成後臺中市文化資產處將遷至都發設計大樓（舊中山地政大樓，原都市發展局大樓）。12月27日搬遷至原都發設計大樓。
- 2021年1月15日，在大里區的歷史建築臺中支局葉煙草再乾燥場建築群成立臺灣第二所文資銀行—「臺中市文化資產資材管理中心」。[2]

## 組織
- 處長
  - 秘書

- 會計員
- 人事管理員
- 古蹟歷建課
- 遺址傳藝課
- 資產修復課
- 綜合規劃課

## 外部連結
- 臺中市文化資產處 （页面存档备份，存于）（中文）（英文）